# Arthur Charles Tarver Evanson
Arthur Charles Tarver Evanson (tudi ACT Evanson), CB MC, britanski general, * 6. april 1895, † 13. februar 1957.